# Kanton Vitrolles
Kanton Vitrolles (fr. Canton de Vitrolles) je francouzský kanton v departementu Bouches-du-Rhône v regionu Provence-Alpes-Côte d'Azur. Skládá se z jediné obce Vitrolles.